# Oxyopes hemorrhous
Oxyopes hemorrhous là một loài nhện trong họ Oxyopidae.
Loài này thuộc chi Oxyopes. Oxyopes hemorrhous được Cândido Firmino de Mello-Leitão miêu tả năm 1929.